# Takehiro Kashima
Takehiro Kashima född den 16 juli 1980 i Osaka, Japan, är en japansk gymnast.
Han tog OS-guld i lagmångkampen och OS-brons i bygelhäst i samband med de olympiska gymnastiktävlingarna 2004 i Aten.
Han tog även OS-silver i lagmångkampen i samband med de olympiska gymnastiktävlingarna 2008 i Peking.